# 去氢吐叶醇
去氢吐叶醇是一种有机化合物，化学式C13H18O3，存在于黃橡膠樹（Eucalyptus leucoxylon）、蜜味桉（Eucalyptus melliodora）等植物中。